# Mark Lawrenson
Mark Thomas Lawrenson (* 2. Juni 1957 in Preston, England) ist ein ehemaliger irischer Fußballspieler und -trainer.

## Leben und Karriere
Lawrenson begann seine Karriere als 17-Jähriger bei Preston North End. Sein damaliger erster Trainer als Profi war Weltmeister Bobby Charlton. Seine konstant guten Leistungen brachten den eigentlichen Engländer ins irische Team. Lawresons Großvater ist Ire. Sein Debüt für die Inselkicker gab er am 24. April 1977 in Dublin gegen Polen. 1977 wechselte das Riesentalent zu Brighton & Hove Albion. Sein Debüt für die Seagulls machte Lawrenson gegen FC Southampton am 20. August 1977. Nach finanziellen Problemen des Klubs musste er 1981 den Verein verlassen. Der FC Liverpool machte das Rennen um den englischen Iren und verpflichtete Lawrenson. Das Debüt gab Lawrenson am 21. August 1981 gegen die Wolverhampton Wanderers. Mit den Reds gewann der Verteidiger fünf Mal die englische Meisterschaft (1982–1984, 1986, 1988), ein Mal den englischen FA-Cup (1986), ein Mal den Europapokal der Landesmeister (1984) und drei Mal den englischen League-Cup (1982–1984). International spielte Lawrenson 39 Mal für die irische Fußballnationalmannschaft und erzielte fünf Tore. Nach seiner Spielerkarriere trainierte er noch erfolglos bei Oxford United und Peterborough United. Heutzutage ist er ein sehr beliebter Analytiker in Radio und Fernsehen für die BBC. 

### Erfolge
- 5 × englischer Meister mit dem FC Liverpool (1982, 1983, 1984, 1986, 1988)
- 1 × englischer Pokalsieger mit dem FC Liverpool (1986)
- 1 × Sieger im Europapokal der Landesmeister (1984)
- 3 × englischer League-Cup mit dem FC Liverpool (1982–1984)

| Personendaten    | Personendaten                               |
| ---------------- | ------------------------------------------- |
| NAME             | Lawrenson, Mark                             |
| ALTERNATIVNAMEN  | Lawrenson, Mark Thomas (vollständiger Name) |
| KURZBESCHREIBUNG | irischer Fußballspieler und -trainer        |
| GEBURTSDATUM     | 2. Juni 1957                                |
| GEBURTSORT       | Preston                                     |